# Айріс (фільм)
«Айрі́с» (англ. Iris) — британсько-американський мелодраматичний фільм 2001 року, режисера Річарда Айра, про життя англійської письменниці і філософа Айріс Мердок. В основі картини — мемуари чоловіка Айріс, Джона Бейлі. Джим Бродбент, який зіграв Бейлі у фільмі, здобув за цю роль премію «Оскар» та «Золотий глобус». В Україні стрічка у кінопрокаті представлена не була.

## Сюжет
В основі сюжету стрічки — історія-спогади Джона Бейлі, чоловіка письменниці Айріс Мердок, про їхнє кохання та життя, від ранньої молодості і до старості.
Мердок і Бейлі познайомилися в Оксфордському університеті, де обоє працювали викладачами. Тоді Айріс була енергійною, харизматичною і талановитою, а Джон — сором'язливим і нерішучим. Вони закохалися один в одного і з часом одружилися.
В останні роки життя Айріс страждала на хворобу Альцгеймера. Джон, з відчаєм спостерігаючи, як поступово згасає розум коханої жінки і видатної письменниці, довго опікувався і підтримував її, але зрештою, не витримавши навантаження, оселив Айріс у будинку для людей літнього віку, де вона невдовзі й померла.

## Актори
| Актор           | Роль                |
| --------------- | ------------------- |
| Джуді Денч      | Айріс Мердок        |
| Кейт Вінслет    | молода Айріс Мердок |
| Джим Бродбент   | Джон Бейлі          |
| Г'ю Бонневілль  | молодий Джон Бейлі  |
| Пенелопа Вілтон | Джанет Стоун        |
| Джульєтта Обрі  | молода Джанет Стоун |
| Тімоті Вест     | Моріс               |
| Семюел Вест     | молодий Моріс       |
| Кріс Маршалл    | лікар Гаджен        |

## Цікаві факти
- За роль Айріс Мердок на здобуття премії «Оскар» номінувалися одночасно і Джуді Денч, і Кейт Вінслет. Це стало другим випадком в історії Премії, коли за виконання ролі одного персонажу номінувалися дві актриси.
- Тімоті Вест і Семюел Вест, які зіграли роль Моріса, у житті є батьком і сином[3].

## Нагороди та номінації
Картина отримала змішані, але в цілому позитивні, відгуки критиків і глядачів. За рецензіями, рейтинг стрічки на Rotten Tomatoes склав 79 %.
| Рік  | Нагорода                              | Категорія                                                | Номінант                             | Результат |
| ---- | ------------------------------------- | -------------------------------------------------------- | ------------------------------------ | --------- |
| 2002 | Премія «Оскар»                        | Найкраща чоловіча роль другого плану                     | Джим Бродбент                        | Перемога  |
| 2002 | Премія «Оскар»                        | Найкраща жіноча роль                                     | Джуді Денч                           | Номінація |
| 2002 | Премія «Оскар»                        | Найкраща жіноча роль другого плану                       | Кейт Вінслет                         | Номінація |
| 2002 | Премія «Золотий глобус»               | Найкраща чоловіча роль другого плану                     | Джим Бродбент                        | Перемога  |
| 2002 | Премія «Золотий глобус»               | Найкраща жіноча роль — драма                             | Джуді Денч                           | Номінація |
| 2002 | Премія «Золотий глобус»               | Найкраща жіноча роль другого плану                       | Кейт Вінслет                         | Номінація |
| 2002 | Премія БАФТА у кіно                   | Нагорода Александра Корди за Найкращий британський фільм | Роберт Фокс, Скотт Рудін, Річард Айр | Номінація |
| 2002 | Премія БАФТА у кіно                   | Найкращий адаптований сценарій                           | Річард Айр, Чарльз Вуд               | Номінація |
| 2002 | Премія БАФТА у кіно                   | Найкраща жіноча роль (кіно)                              | Джуді Денч                           | Перемога  |
| 2002 | Премія БАФТА у кіно                   | Найкраща чоловіча роль (кіно)                            | Джим Бродбент                        | Номінація |
| 2002 | Премія БАФТА у кіно                   | Найкраща чоловіча роль другого плану (кіно)              | Г'ю Бонневілль                       | Номінація |
| 2002 | Премія БАФТА у кіно                   | Найкраща жіноча роль другого плану (кіно)                | Кейт Вінслет                         | Номінація |
| 2002 | Премія Гільдії кіноакторів США        | Найкраща жіноча роль                                     | Джуді Денч                           | Номінація |
| 2002 | Премія Гільдії кіноакторів США        | Найкраща чоловіча роль другого плану                     | Джим Бродбент                        | Номінація |
| 2002 | Берлінський міжнародний кінофестиваль | Золотий ведмідь                                          | Річард Айр                           | Номінація |
| 2002 | Берлінський міжнародний кінофестиваль | Найкращий дебют                                          | Г'ю Бонневілль                       | Перемога  |
| 2002 | Премія «Супутник»                     | Найкраще виконання жіночої ролі — драма                  | Джуді Денч                           | Номінація |
| 2002 | Премія «Супутник»                     | Найкраще виконання жіночої ролі другого плану — драма    | Кейт Вінслет                         | Номінація |
| 2002 | Премія «Супутник»                     | Найкраще виконання чоловічої ролі другого плану — драма  | Джим Бродбент                        | Номінація |